# Madipakkam
Madipakkam är en ort i Indien.   Den ligger i distriktet Kancheepuram och delstaten Tamil Nadu, i den södra delen av landet, 1 800 km söder om huvudstaden New Delhi. Madipakkam ligger 6 meter över havet och antalet invånare är 16 396.
Terrängen runt Madipakkam är mycket platt.  Närmaste större samhälle är Madras, 16,4 km nordost om Madipakkam. Runt Madipakkam är det i huvudsak tätbebyggt.